# Convento de San Juan de la Penitencia (Toledo)
El convento de San Juan de la Penitencia fue uno de los más ricos que tenía la ciudad de Toledo. Fue devastado por un incendio en 1936 reduciéndose a escombros. El edificio alberga en la actualidad el Conservatorio de Música y el Centro de Estudios Internacionales de la Fundación Ortega y Gasset.

## Historia
La fundación fue debida al cardenal Francisco Jiménez de Cisneros, en el año de 1514.

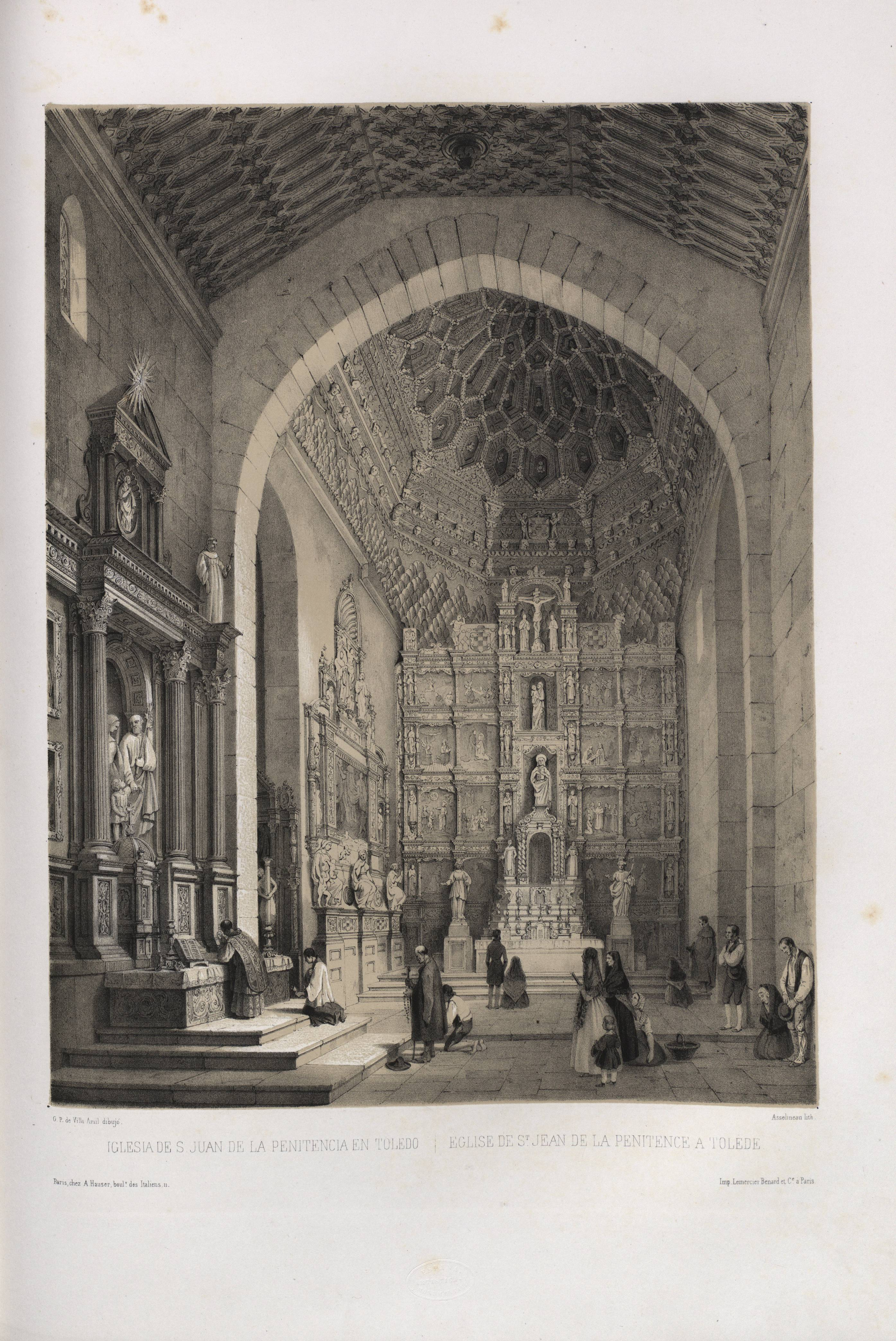
Iglesia de San Juan de la Penitencia en el primer volumen de España artística y monumental (1842). Dibujo de Jenaro Pérez Villaamil.

El mérito principal de este edificio consiste en la mezcla de la arquitectura arábiga con la del renacimiento, mezcla que basta para caracterizar el estado del arte de edificar a principios del siglo XVI. La media naranja de su capilla mayor pertenecía, pues, a la época del Renacimiento, al mismo tiempo que se veía apeada en cuatro grandes y graciosas pechinas arábigas; el artesonado del cuerpo de la iglesia era enteramente arabesco, dando a conocer aquella manera de construir adoptada por Diego López de Arenas y otros artífices del mencionado tiempo.
Mandó construir la capilla mayor el obispo de Ávila, Francisco Ruiz, compañero del cardenal Jiménez en el Consejo supremo, como se expresa en la inscripción que se encuentra alrededor de la capilla, concebida en los siguientes términos.

Esta Capilla Mandó Hacer El Reverendisimo Señor Don Fr. Francisco Ruiz,
Obispo De Avila, Del Consejo De S. M., Compañero Del Ilustrisimo
Cardenal Arzobispo De Toledo, Gobernador De España,
Fundador De Esta Casa, Su Señor Por La Cual Se Enterró Aquí.
Fallecio Año De MDXXVIII A XXIII De Octubre.

## Interior

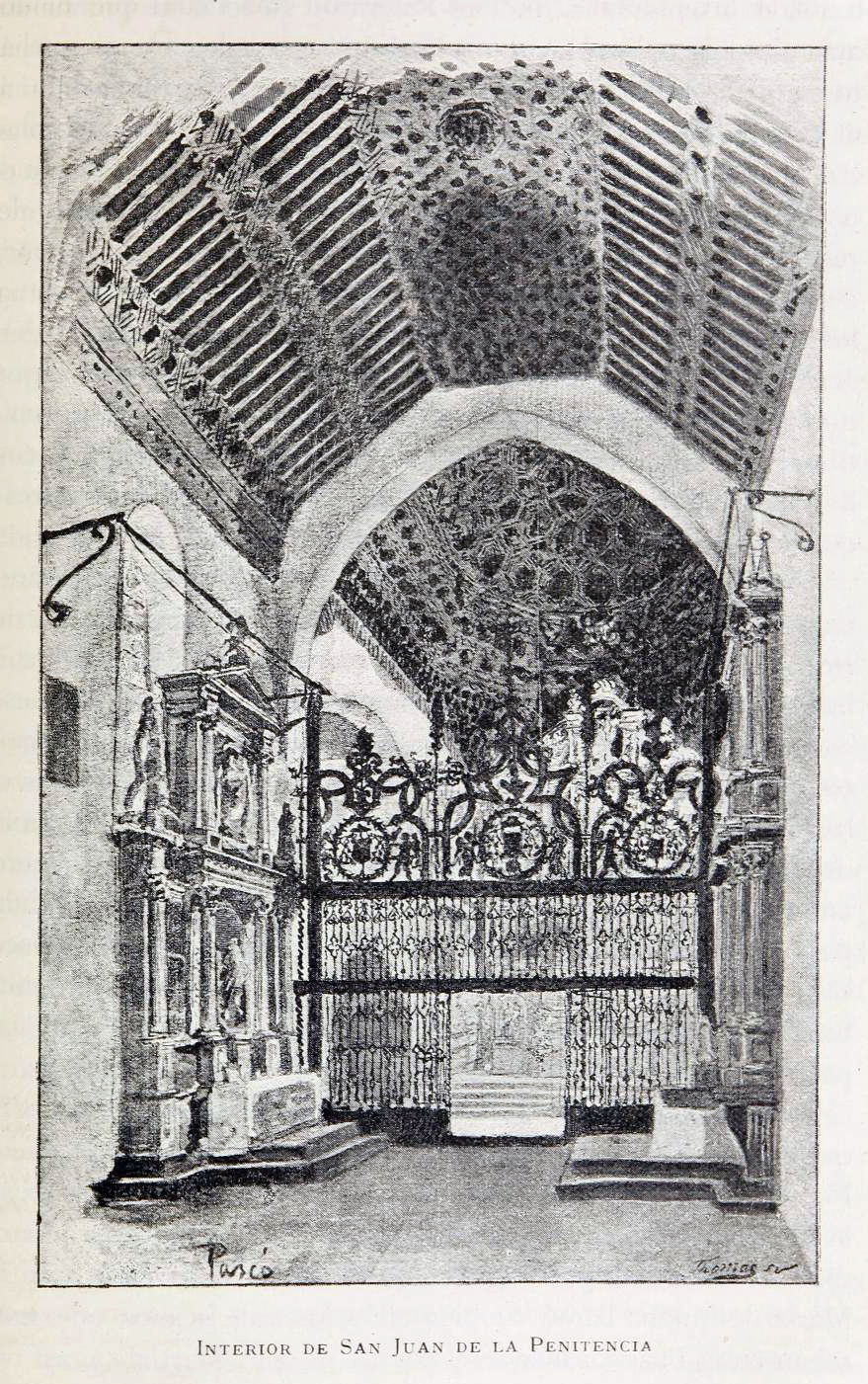
Vista del interior en un dibujo de José Pascó (c. 1886)

El retablo mayor que se hallaba dividido en dieciséis compartimientos, con otras tantas tablas en las cuales se advertía que ya se había consumado el Renacimiento de las artes, constaba de cuatro cuerpos de gusto plateresco, que formaban un todo bastante grato a la vista. En el espacio del centro existían San Juan, la Virgen y un bello Calvario con el cual remataba. Como en otras muchas iglesias de Toledo, se encontraba delante de este rico retablo unas gradas doradas. En los extremos del altar se levantaban dos hileras de estatuas, ocupando el mismo orden que las tablas referidas, viéndose los zócalos, frisos y columnillas de los cuatro cuerpos citados exornados de relieves del mejor gusto. En el lado del Evangelio se contemplaba el célebre sepulcro de mármol, que encerraba los restos del obispo de Ávila, obra de gran mérito y muy estimada. Se componía de un ancho basamento, en donde se veían las armas del obispo, separadas por tres pilastras, sobre las cuales había tres estatuas, casi del tamaño natural, que figuraban la Fe, la Esperanza y la Caridad, alzándose en dicho zócalo un cuerpo de arquitectura de dos columnas y dos pilastras, que recibían en el centro la urna cinericia. Descansaba en ella la estatua yacente, ocupando el centro del arco cuatro ángeles que sostienen un pabellón plegado con riqueza, leyéndose en el friso del referido cuerpo esta inscripción latina:
BEATI MORTUI QUI IN DOMINO MORIUNTUR.

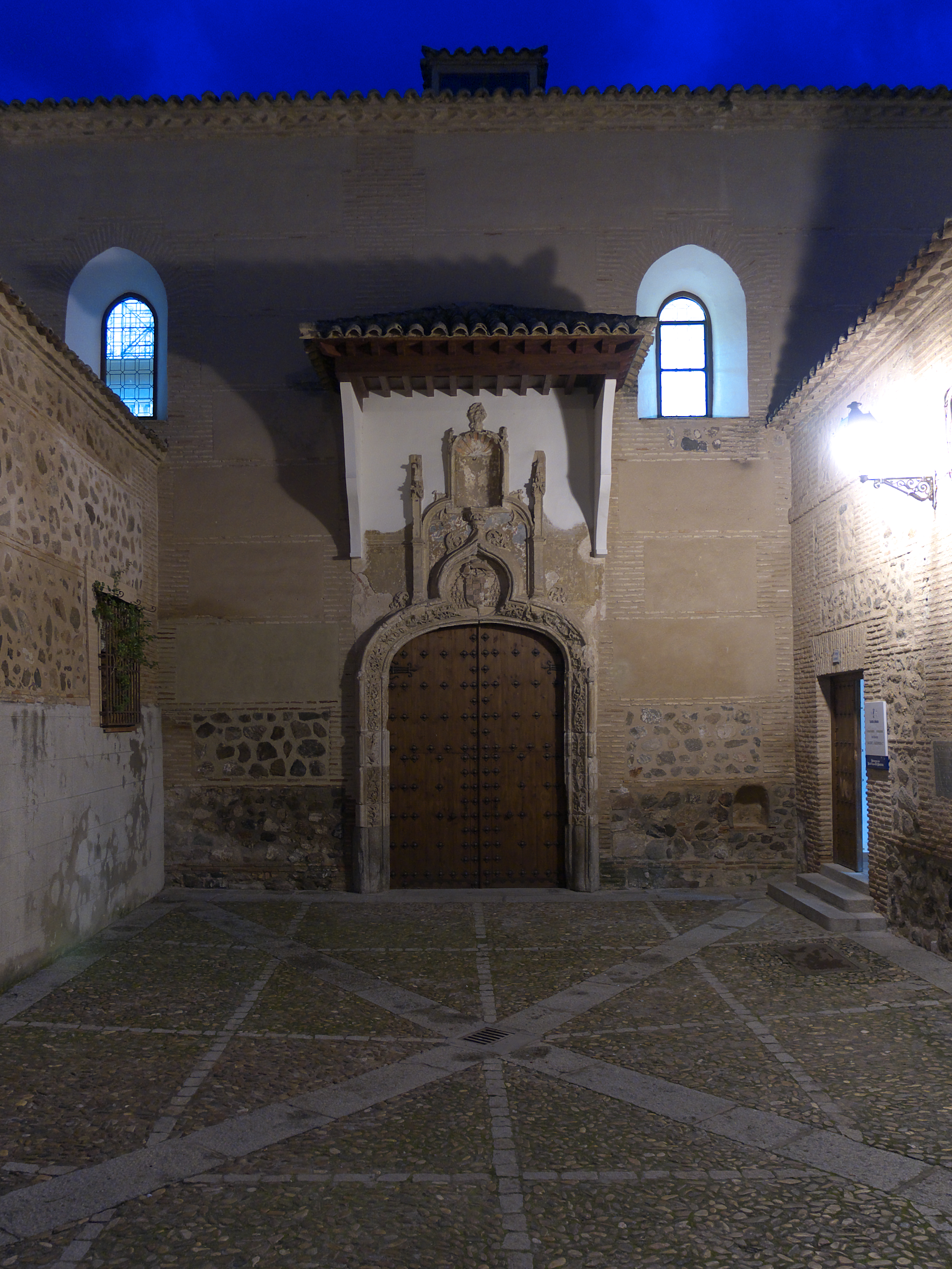
Portada del antiguo convento

Se encontraban en los intercolumnios de ambos lados cuatro estatuas que representan dos niños llorosos y dos apóstoles, asentando sobre la cornisa una especie de ara con un bajorevelieve, esmeradamente esculpido, con la Asunción, hallándose a los lados San Juan Bautista y San Juan Evangelista, figuras gallardas y de mucho movimiento. Terminaba toda esta obra con un bello Calvario del tamaño natural, cerrándolo un arco que se levantaba en las columnas exteriores del cuerpo de la urna, ornado de relieves y follajes, según el gusto plateresco. El maestro Alvar Gómez afirma en la vida que escribió del cardenal Cisneros que fue traído este sepulcro de Palermo, lo cual no puede menos de aparecer como cierto, al examinar el carácter de la escultura que lo decoraba.
Había en el crucero dos retablos colaterales, debidos a los primeros años del siglo XVI, en donde existían varias tablas de mucho precio, tanto por revelar el estado de la pintura en aquella época, como por su mérito artístico. Las principales representaban, la Natividad, la Circuncisión, la Presentación, la Huida a Egipto, y los Desposorios de San Joaquín, en el del Evangelio; y san Juan Bautista, la Cena, san Miguel y la Resurrección, en el de la Epístola. La reja que separa la capilla mayor del cuerpo de la iglesia llamaba también la atención, recordando algunas de las mejores de la catedral de Toledo. Pertenecía al género plateresco y se halla enriquecida por varios escudos de armas, festones y estatuas, concluyendo con un Crucifijo que se levantaba en su centro.
Existían, finalmente, a uno y otro lado de la iglesia dos bellos retablos corintios, compuestos de los cuerpos de arquitectura, en los cuales parece que habían querido competir las tres bellas artes. Estaba consagrado el del lado de la Epístola a san Juan Evangelista, viéndose en el intercolumnio del centro su Martirio y hallándose en lo restante varios cuadros, que representan pasajes de su vida, pintados con singular esmero e inteligencia, rematando todo el retablo con un Crucifijo. El del lado del Evangelio tenía en el zócalo sobre que asentaban las columnas, cuatro excelentes tablas que representaban La Prisión del Bautista, a quien se encontraba dedicado, dos Cardenales y un san Juan en el desierto; en el centro del primer cuerpo había un altorrelieve del Bautismo de Jesús en el Jordán y otro san Juan en el segundo, contemplándose en los intercolumnios cuatro medallas con la Visitación, San Zacarías ofreciendo sacrificios, el Nacimiento del Bautista y San Francisco en oración. Se veían en el cornisamento dos santos colocados a los extremos y en el medio, un Dios que forma el remate de todo el retablo.
Tenía el coro alto un elegante friso plateresco en la tirante que la sostenía y se hallaba debajo de él un bonito altar con un San José que no carecía de mérito, siendo notable que en esta iglesia, también un retablo churrigueresco. La portada exterior es de gusto gótico y sencilla en extremo. En el interior del convento se encuentran aun algunas puertas y ventanas con bellas orlas de arabescos, si bien desfiguradas a fuerza de blanquearlas.